# Kleingebiet Polgár

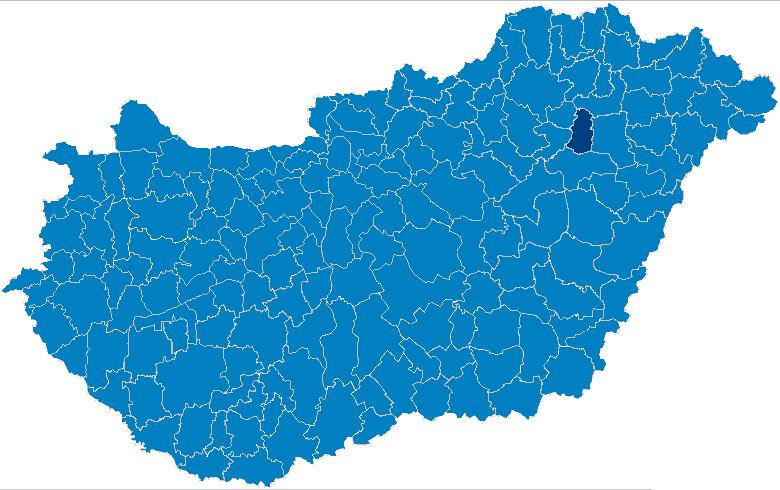
Lage des Kleingebietes in Ungarn

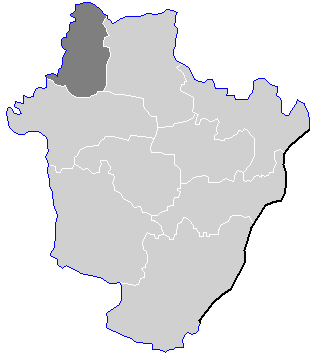
Lage des Kleingebietes im Komitat Hajdú-Bihar

Das Kleingebiet Polgár (ungarisch Polgári kistérség) war eine ungarische Verwaltungseinheit (LAU 1) im Nordwesten des Komitats Hajdú-Bihar in der Nördlichen Großen Tiefebene. Im Zuge der Verwaltungsreform wurde es Ende 2012 aufgelöst und die Gemeinden Anfang 2013 auf den Kreis Hajdúnánás (fünf Ortschaften) und den Kreis Balmazújváros (die Gemeinde Újszentmargita) aufgeteilt.
Ende 2012 lebten auf einer Fläche von 383,86 km² 13.956 Einwohner. Die Bevölkerungsdichte des kleinsten und bevölkerungsärmsten Kleingebiets lag bei 36 Einwohnern/km².
Der Verwaltungssitz befand sich in der einzigen Stadt Polgár (8.062 Ew.).

## Ortschaften
Folgende Ortschaften gehörten zum Kleingebiet:
| Folyás  | Görbeháza | Polgár | Tiszagyulaháza | Újszentmargita |
| Újtikos |           |        |                |                |